# Pseudattulus incertus
Pseudattulus incertus är en spindelart som beskrevs av Lodovico di Caporiacco 1955. Pseudattulus incertus ingår i släktet Pseudattulus och familjen hoppspindlar. Inga underarter finns listade i Catalogue of Life.